# Mutable Music
Mutable Music is een Amerikaans platenlabel dat jazz en geïmproviseerde muziek uitbrengt. Voorheen ging het om cd's, nu wordt de muziek verkocht in de vorm van digitale downloads. Het label is opgericht en wordt geleid door zanger Thomas Buckner en is gevestigd in New York.
Artiesten die op het label uitkwamen zijn onder andere Muhal Richard Abrams, Randy Weston, Roscoe Mitchell, George Marsh, Leroy Jenkins, Fred Ho, Earl Howard, Joseph Bacon, Borah Bergman, Big Black, Nils Bultmann, Jerome Cooper, Mel Graves, Noah Creshevsky en Thomas Buckner.